# Riečka (district de Rimavská Sobota)
Pour les articles homonymes, voir Riečka.
Riečka (hongrois : Sajórecske) est un village de Slovaquie situé dans la région de Banská Bystrica.

## Histoire
La première mention écrite du village date de 1282.
La localité fut annexée par la Hongrie après le premier arbitrage de Vienne le 2 novembre 1938. En 1938, on comptait 234 habitants dont 4 d'origine juive. Elle faisait partie du district de Tornaľa (hongrois : Tornaljai járás). Le nom de la localité avant la Seconde Guerre mondiale était Riečka/Recske. Durant la période 1938 - 1945, le nom hongrois Sajórecske était d'usage. À la libération, la commune a été réintégrée dans la Tchécoslovaquie reconstituée.

## Démographie

### Évolution de la population
| Année:               | 1994. | 2004.   | 2014.   | 2024.   |
| -------------------- | ----- | ------- | ------- | ------- |
| Nombre de personnes: | 240   | 235     | 234     | 220     |
| Différence:          |       | -2,08 % | -0,42 % | -5,98 % |

| Année:               | 2023. | 2024.   |
| -------------------- | ----- | ------- |
| Nombre de personnes: | 215   | 220     |
| Différence:          |       | +2,32 % |